# Пролетерски батаљон Босанске крајине
Пролетерски батаљон Босанке крајине формиран је 3. марта 1942. године у Челинцу од Козарске и Подгрмечке пролетерске чете и Дрварског пролетерског вода. На дан формирања имао је 256 бораца, наоружаних са 235 пушака и 20 пушкомитраљеза.
Командант батаљона био је Здравко Челар, а политички комесар Есад Миџић, народни хероји.
Према првобитној замисли Врховног команднта НОП и ДВЈ Јосипа Броза Тита, Пролетерски батаљон Босанске крајине је требало да уђе у састав Прве пролетерске ударне бригаде, као њен седми батаљон. Батаљон је одмах по формирању кренуо у источну Босну у сусрет Првој пролетерској бригади, али је због напада четничких снага и слабљења утицаја Народноослободилачког покрета у централној Босни, задржан на том терену.

## Борбени пут Пролетрског батаљона
У првим акцијама батаљон је деловао по четама. На појединим правцима његове чете представљале су основну ударну снагу месних партизанских јединица у средњој Босни. Једна од првих акција била је разбијање чете фолксдочјерског батаљона Windhorst 30. марта 1942. године у селу Ножичком, код Прњавора.
Већ сутрадан је, нападом на Штаб Четвртог крајишког партизанског одреда и болницу у селу Јошавки, почела серија четничких пучева у средњој Босни. Оперативни штаб Народноослободилачких партизанских одреда Босанске крајине је због тога, уместо да га по наређењу Главног штаба НОП одреда Босне и Херцеговине упути према источној Босни у Зенички крај, задржао Батаљон и даље у средњој Босни, где је, у априлу и мају 1942. године, водио тешке борбе против четника, посебно код села Чечаве, Црног врха, Карача, Појезне, Прибнића и Јошавке, а против усташа, домобрана и немачких јединица у селу Ранковићима, 11. јуна, на Црном врху, од 18. до 20. јуна, код Теслића, Котор Вароши, Бање Луке и Прњавора.
Четнички подривањем растурен је већи део јединица Четвртог крајишког партизанског одреда, па је Пролетерски батаљон исцрпљен и усамљен у борби против бројно надмоћнијих четника, покушао ноћу између 31. маја и 1. јуна 1942. године да се преко реке Врбаса пребаци на Козару, али му то није успело. Батаљон је 6. јуна 1942. године, био окружен у Доњој Лепеници на јужним падинама планине Мотајице и у огорченој борби против фолксдојчерског батаљона Принц Еуген, делова четничког Борјанског одреда и вода домобрана, изгубио 105 бораца, међу којима и већину руководилаца. После пробоја из окружења, на врху планине Мотајице окупило се свега 118 бораца.
Ноћу 14/15. јуна Пролетерски батаљон се пребацио преко реке Саве у Славонију, где је преко четири месеца дејствовао у саставу Треће оперативне зоне НОВ и ПО Хрватске. У Славонији, на Билогори и у Подравини, батаљон је самостално или у садејству са славонским партизанским јединицама и Банијском пролетерском четом учествовао у многим борбама: за Бучко Каменско, 21. јуна; Миоковићево, 29. јуна и 27/28. августа; Сирач, 11. јула; Радловац, 5. августа; петролејске изворе у Гојлу, 6. септембра; Велику Млинску, 10/11. септембра; Питомачу, 18/19. септембра; Грубишино Поље, 28. септембра; Шпановицу, 5. октобра и код Марковца, 10. октобра 1942. године.
Ноћу 21/22. октобра 1942. године Пролетерски батаљон се пребацио преко реве Саве право на планину Просару, а затим на Козару. До успостављања везе са Петом крајишком козарском ударном бригадом на Карану, извршио је до краја октобра још неколико акција, а потом се пребацио у Лушци Паланку, седиште Оперативног штаба НОП одреда Босанске крајине, где је добио колективно одсуство, а средином новембра 1942. године је расформиран. Његово људство, 87 бораца (свега трећина састава - остали погинули), попунило је јединице Првог босанског народноослободилачког ударног корпуса.

## Народни хероји Пролетерског батаљона Бос. крајине
Неки од бораца Пролетерског батаљона Босанске крајине, који су проглашени за народне хероје:
- Станко Вукашиновић, борац батаљона
- Есад Миџић, политички комесар батаљона
- Бранко Тубић, борац батаљона
- Хусеин Хоџић, командант батаљона
- Здравко Челар, командант батаљона